# Arizonaphlyctis
Arizonaphlyctis är ett släkte av svampar. Arizonaphlyctis ingår i familjen Arizonaphlyctidaceae, ordningen Rhizophlyctidales, klassen Chytridiomycetes, divisionen pisksvampar och riket svampar.
| Arizonaphlyctis | \| \| Arizonaphlyctis lemmonensis \| \| \| \| |
|                 | \| \| Arizonaphlyctis lemmonensis \| \| \| \| |
|                 | Arizonaphlyctis lemmonensis                   |
|                 |                                               |

|  | Arizonaphlyctis lemmonensis |
|  |                             |